# Aleksander Aamodt Kilde
Aleksander Aamodt Kilde (ur. 21 września 1992 w Bærum) – norweski narciarz alpejski, dwukrotny medalista olimpijski i wicemistrz świata, mistrz świata juniorów oraz zdobywca Pucharu Świata.

## Kariera
Po raz pierwszy na arenie międzynarodowej Aleksander Aamodt Kilde pojawił się 17 listopada 2007 roku w Rjukan, gdzie w zawodach FIS Race w slalomie nie ukończył pierwszego przejazdu. W 2011 roku wystartował na mistrzostwach świata juniorów w Crans-Montana, gdzie jego najlepszym wynikiem było 33. miejsce w supergigancie. Jeszcze dwukrotnie startował na imprezach tego cyklu, największy sukces odnosząc na rozgrywanych dwa lata później mistrzostwach świata juniorów w Québecu, gdzie zdobył złoty medal w gigancie.
W zawodach Pucharu Świata zadebiutował 28 października 2012 roku w Sölden, gdzie nie zakwalifikował się do pierwszego przejazdu giganta. Pierwsze pucharowe punkty wywalczył 1 grudnia 2013 roku w Lake Louise, zajmując 20. miejsce w supergigancie. Na podium zawodów tego cyklu pierwszy raz stanął 18 grudnia 2015 roku w Val Gardenie, kończąc rywalizację w supergigancie na trzeciej pozycji. W zawodach tych wyprzedzili go tylko dwaj rodacy: Aksel Lund Svindal i Kjetil Jansrud. W klasyfikacji generalnej sezonu 2015/2016 zajął siódme miejsce, a w klasyfikacji supergiganta wywalczył Małą Kryształową Kulę. W kolejnym sezonie był trzeci w klasyfikacjach superkombinacji i supergiganta. Ponadto w sezonie 2019/2020 zwyciężył w klasyfikacji generalnej, w klasyfikacji superkombinacji był drugi, a w supergigancie trzeci.
W 2014 roku wystartował na igrzyskach olimpijskich w Soczi, gdzie jego najlepszym wynikiem było trzynaste miejsce w supergigancie. Podczas rozgrywanych rok później mistrzostw świata w Vail/Beaver Creek zajął między innymi ósme miejsce w superkombinacji. Na mistrzostwach świata w Sankt Moritz w 2017 roku był czwarty w superkombinacji i supergigancie i szósty w zjeździe.
Aamodt Kilde prowadził w klasyfikacji generalnej sezonu 2020/2021 do połowy stycznia 2021 roku. Wtedy doznał kontuzji podczas treningu w austriackim Hinterreit. Norweg doznał zerwania więzadła krzyżowego w prawym kolanie, co wykluczyło go z kolejnych startów w Pucharze Świata w tym sezonie oraz udziału w Mistrzostwach Świata w Narciarstwie Alpejskim 2021.
Do rywalizacji powrócił w sezonie 2021/2022, w którym dziewięciokrotnie stawał na podium. Ostatecznie był drugi w klasyfikacji generalnej (za Marco Odermattem ze Szwajcarii) oraz pierwszy w klasyfikacjach zjazdu i supergiganta. W lutym 2022 roku wziął udział w igrzyskach olimpijskich w Pekinie, gdzie wywalczył dwa medale. Najpierw był trzeci w supergigancie, w którym wyprzedzili go Austriak Matthias Mayer i Ryan Cochran-Siegle z USA. Następnie zajął drugie miejsce w kombinacji, plasując się za Austriakiem Johannesem Strolzem a przed Jamesem Crawfordem z Kanady. W sezonie 2022/2023 13 razy stawał na podium, odnosząc przy tym osiem zwycięstw: sześć w zjeździe i dwa w supergigancie. W klasyfikacji generalnej był drugi, podobnie jak w klasyfikacji supergiganta, a w klasyfikacji zjazdu był najlepszy. Podczas mistrzostw świata w Courchevel/Méribel w 2023 roku zdobył srebrne medale w zjeździe i supergigancie, plasując się odpowiednio za Marco Odermattem i Jamesem Crawfordem.

## Osiągnięcia

### Igrzyska olimpijskie
| Miejsce | Dzień     | Rok  | Miejscowość | Konkurencja     | Czas biegu | Strata | Zwycięzca          |
| ------- | --------- | ---- | ----------- | --------------- | ---------- | ------ | ------------------ |
| DNF     | 9 lutego  | 2014 | Soczi       | Zjazd           | 2:06,23    | -      | Matthias Mayer     |
| DNF2    | 14 lutego | 2014 | Soczi       | Superkombinacja | 2:45,20    | -      | Sandro Viletta     |
| 13.     | 16 lutego | 2014 | Soczi       | Supergigant     | 1:18,14    | +1,30  | Kjetil Jansrud     |
| 21.     | 13 lutego | 2018 | Pjongczang  | Superkombinacja | 2:06,52    | +4,55  | Marcel Hirscher    |
| 15.     | 15 lutego | 2018 | Pjongczang  | Zjazd           | 1:40,25    | +1,93  | Aksel Lund Svindal |
| 13.     | 16 lutego | 2018 | Pjongczang  | Supergigant     | 1:24,44    | +1,27  | Matthias Mayer     |
| DNF1    | 18 lutego | 2018 | Pjongczang  | Gigant          | 2:18,04    | -      | Marcel Hirscher    |
| 5.      | 7 lutego  | 2022 | Pekin       | Zjazd           | 1:42,69    | +0,51  | Beat Feuz          |
| 3.      | 8 lutego  | 2022 | Pekin       | Supergigant     | 1:19,94    | +0,42  | Matthias Mayer     |
| 2.      | 10 lutego | 2022 | Pekin       | Superkombinacja | 2:31,43    | +0,59  | Johannes Strolz    |

### Mistrzostwa świata
| Miejsce | Dzień     | Rok  | Miejscowość        | Konkurencja     | Czas biegu | Strata | Zwycięzca            |
| ------- | --------- | ---- | ------------------ | --------------- | ---------- | ------ | -------------------- |
| 19.     | 5 lutego  | 2015 | Vail/Beaver Creek  | Supergigant     | 1:15,68    | +1,38  | Hannes Reichelt      |
| 26.     | 7 lutego  | 2015 | Vail/Beaver Creek  | Zjazd           | 1:43,18    | +2,21  | Patrick Küng         |
| 8.      | 8 lutego  | 2015 | Vail/Beaver Creek  | Superkombinacja | 2:36,10    | +0,86  | Marcel Hirscher      |
| 4.      | 9 lutego  | 2017 | Sankt Moritz       | Supergigant     | 1:25,38    | +0,54  | Erik Guay            |
| 6.      | 12 lutego | 2017 | Sankt Moritz       | Zjazd           | 1:38,91    | +0,49  | Beat Feuz            |
| 4.      | 13 lutego | 2017 | Sankt Moritz       | Superkombinacja | 2:26,33    | +0,40  | Luca Aerni           |
| DNF1    | 17 lutego | 2017 | Sankt Moritz       | Gigant          | 2:13,31    | -      | Marcel Hirscher      |
| 24.     | 6 lutego  | 2019 | Åre                | Supergigant     | 1:24,20    | +1,63  | Dominik Paris        |
| 8.      | 9 lutego  | 2019 | Åre                | Zjazd           | 1:19,98    | +0,82  | Kjetil Jansrud       |
| 22.     | 11 lutego | 2019 | Åre                | Superkombinacja | 1:47,71    | +2,28  | Alexis Pinturault    |
| DNF1    | 15 lutego | 2019 | Åre                | Gigant          | 2:20,24    | -      | Henrik Kristoffersen |
| DNS2    | 7 lutego  | 2023 | Courchevel/Méribel | Kombinacja      | 1:53,31    | -      | Alexis Pinturault    |
| 2.      | 9 lutego  | 2023 | Courchevel/Méribel | Supergigant     | 1:07,22    | +0,01  | James Crawford       |
| 2.      | 12 lutego | 2023 | Courchevel/Méribel | Zjazd           | 1:47,05    | +0,48  | Marco Odermatt       |
| DNF1    | 17 lutego | 2023 | Courchevel/Méribel | Gigant          | 2:34,08    | -      | Marco Odermatt       |

### Mistrzostwa świata juniorów
| Miejsce | Dzień       | Rok  | Miejscowość   | Konkurencja | Czas biegu | Strata | Zwycięzca            |
| ------- | ----------- | ---- | ------------- | ----------- | ---------- | ------ | -------------------- |
| DNF1    | 30 stycznia | 2011 | Crans-Montana | Gigant      | 2:19,62    | -      | Alexis Pinturault    |
| DNF1    | 31 stycznia | 2011 | Crans-Montana | Slalom      | 1:28,54    | -      | Reto Schmidiger      |
| 41.     | 3 lutego    | 2011 | Crans-Montana | Zjazd       | 1:37,34    | +3,27  | Boštjan Kline        |
| 33.     | 4 lutego    | 2011 | Crans-Montana | Supergigant | 1:22,44    | +2,86  | Boštjan Kline        |
| 24.     | 2 marca     | 2012 | Roccaraso     | Zjazd       | 1:11,99    | +2,32  | Ryan Cochran-Siegle  |
| 4.      | 3 marca     | 2012 | Roccaraso     | Supergigant | 1:02,73    | +0,75  | Ralph Weber          |
| 9.      | 7 marca     | 2012 | Roccaraso     | Gigant      | 2:39,50    | +1,33  | Henrik Kristoffersen |
| DNF1    | 9 marca     | 2012 | Roccaraso     | Slalom      | 1:38,44    | -      | Santeri Paloniemi    |
| 4.      | 22 lutego   | 2013 | Québec        | Zjazd       | 1:30,95    | +1,22  | Nils Mani            |
| 11.     | 24 lutego   | 2013 | Québec        | Supergigant | 58,49      | +0,87  | Thomas Mayrpeter     |
| 1.      | 25 lutego   | 2013 | Québec        | Gigant      | 2:20,75    | -      | -                    |
| DNF1    | 26 lutego   | 2013 | Québec        | Slalom      | 1:59,40    | -      | Manuel Feller        |

### Puchar Świata

#### Miejsca w klasyfikacji generalnej
- sezon 2013/2014: 80.
- sezon 2014/2015: 75.
- sezon 2015/2016: 7.
- sezon 2016/2017: 7.
- sezon 2017/2018: 15.
- sezon 2018/2019: 8.
- sezon 2019/2020: 1.
- sezon 2020/2021: 11.
- sezon 2021/2022: 2.
- sezon 2022/2023: 2.
- sezon 2023/2024: 14.

#### Zwycięstwa w zawodach
1. Ga-Pa – 30 stycznia 2016 (zjazd)
2. Hinterstoder – 27 lutego 2016 (supergigant)
3. Val Gardena – 15 grudnia 2018 (zjazd)
4. Saalbach-Hinterglemm – 14 lutego 2020 (supergigant)
5. Val Gardena – 18 grudnia 2020 (supergigant)
6. Val Gardena – 19 grudnia 2020 (zjazd)
7. Beaver Creek – 3 grudnia 2021 (supergigant)
8. Beaver Creek – 4 grudnia 2021 (zjazd)
9. Val Gardena – 17 grudnia 2021 (supergigant)
10. Bormio – 29 grudnia 2021 (supergigant)
11. Wengen – 14 stycznia 2022 (zjazd)
12. Kitzbühel – 21 stycznia 2022 (zjazd)
13. Kvitfjell – 6 marca 2022 (supergigant)
14. Lake Louise – 26 listopada 2022 (zjazd)
15. Beaver Creek – 3 grudnia 2022 (zjazd)
16. Beaver Creek – 4 grudnia 2022 (supergigant)
17. Val Gardena – 17 grudnia 2022 (zjazd)
18. Wengen – 13 stycznia 2023 (supergigant)
19. Wengen – 14 stycznia 2023 (zjazd)
20. Kitzbühel – 21 stycznia 2023 (zjazd)
21. Aspen – 4 marca 2023 (zjazd)

#### Pozostałe miejsca na podium w zawodach
1. Val Gardena – 18 grudnia 2015 (supergigant) - 3. miejsce
2. Sankt Moritz – 17 marca 2016 (supergigant) - 2. miejsce
3. Val Gardena – 16 grudnia 2016 (supergigant) - 3. miejsce
4. Santa Caterina – 29 grudnia 2016 (superkombinacja) - 3. miejsce
5. Aspen – 16 marca 2017 (supergigant) - 3. miejsce
6. Beaver Creek – 1 grudnia 2018 (supergigant) - 3. miejsce
7. Bormio – 29 grudnia 2018 (supergigant) - 3. miejsce
8. Beaver Creek – 6 grudnia 2019 (supergigant) - 2. miejsce
9. Bormio – 29 grudnia 2019 (superkombinacja) - 2. miejsce
10. Kitzbühel – 24 stycznia 2020 (supergigant) - 2. miejsce
11. Garmisch-Partenkirchen – 1 lutego 2020 (zjazd) - 2. miejsce
12. Hinterstoder – 1 marca 2020 (superkombinacja) - 3. miejsce
13. Kvitfjell – 7 marca 2020 (zjazd) - 2. miejsce
14. Wengen – 13 stycznia 2022 (supergigant) - 2. miejsce
15. Kvitfjell – 5 marca 2022 (zjazd) - 2. miejsce
16. Lake Louise – 27 listopada 2022 (supergigant) – 2. miejsce
17. Bormio – 28 grudnia 2022 (zjazd) – 3. miejsce
18. Cortina d’Ampezzo – 28 stycznia 2023 (supergigant) – 2. miejsce
19. Aspen – 5 marca 2023 (supergigant) - 3. miejsce
20. Soldeu – 16 marca 2023 (supergigant) – 3. miejsce
21. Val Gardena – 14 grudnia 2023 (zjazd) – 2. miejsce
22. Val Gardena – 16 grudnia 2023 (zjazd) – 2. miejsce
23. Bormio – 29 grudnia 2023 (supergigant) – 3. miejsce
24. Adelboden – 6 stycznia 2024 (gigant) – 2. miejsce
25. Wengen – 11 stycznia 2024 (zjazd) – 3. miejsce
26. Wengen – 12 stycznia 2024 (supergigant) – 3. miejsce